# 世界計量記念日
世界計量記念日（せかいけいりょうきねんび、英: World Metrology Day）は、毎年5月20日に実施される記念日である。

## 制定
当時国際度量衡委員会の副委員長であった飯塚幸三が提唱し、度量衡の国際的な統一を目的とするメートル条約が1875年5月20日にパリで締結されたことを記念して1999年に定められ、メートル条約締結125周年となる翌2000年から実施されている。
国際度量衡局と国際法定計量機関との共同で、記念事業が行なわれている。
国際度量衡委員会は目的を、公正な国際取引を促進し、製品が規格と規制に確実に適合し、顧客の品質の期待に応える上で測定が果たす重要な役割を認識することとしている。

## 日付の基準
メートル条約の締結日の1875年5月20日は、日付と時刻の表記に関するISOの国際規格であるISO 8601において、年月日（グレゴリオ暦によるもの）の基準（reference point ）となっている（ISO 8601#起点）。
また、国際単位系(SI)の最新版である第9版（2019）の発効日は、2019年5月20日であった。